# Barete
Barete es un municipio de Italia situado en la provincia de L'Aquila, en los Abruzos. Cuenta con 684 habitantes (2009). Forma parte de la Comunità Montana Amiternina.

## Demografía
| Gráfica de evolución demográfica de Barete entre 1861 y 2001 |
|                                                              |
| Fuente ISTAT - Elaboración gráfica por parte de Wikipedia.   |